# Потатурин, Анатолий Анатольевич
Анатолий Анатольевич Потатурин (16 апреля 1979 — 18 марта 2012) — майор ФСБ, сотрудник группы «Альфа» Центра специального назначения ФСБ.

## Биография
Анатолий Потатурин родился 16 апреля 1979 года в Москве. Отец — Анатолий Павлович, кадровый военный. Мать — Лидия Николаевна, медсестра в больнице, занимается переливанием крови тяжело больным. Есть младший брат Николай (родился в тот год, когда Анатолий пошёл в первый класс). Детство провёл в районе Хорошёво-Мнёвники, выезжал часто в деревню в Ярославской области, где помогал деду и бабке управляться со скотом. Окончил школу № 100, после школы поступил в Московский автомобильный колледж, по окончании колледжа в 1998 году был принят в Управление материально-технического обеспечения ДОД ФСБ России. В 2003 году окончил Московский государственный открытый университет.
С декабря 2003 года Потатурин служил в управлении «А» оперативным водителем, позже был переведён в оперативно-боевой отдел, освоил специальности подрывника и щитовика. Осенью 2004 года выехал в составе оперативно-боевого отдела на Северный Кавказ. В составе «Альфы» неоднократно выполнял задачи, связанные с риском для жизни, за что был награждён медалями Суворова и Жукова .
В конце февраля 2012 года в составе 1-го отдела управления «А» Потатурин отправился в командировку на Северный Кавказ. 16 марта 2012 года в селе Новососитли Хасавюртовского района прошла операция по ликвидации главаря местной банды Шамиля Нуцалханова, причастного к вымогательству денег у предпринимателей, нападению на сотрудников внутренних органов и организации нескольких взрывов. Старший уполномоченный Потатурин первым подошёл к укрытию главаря банды, проделал подход и проник в дом, где был смертельно ранен в результате боя против боевиков. Потатурин стал 25-м сотрудником группы «Альфа», погибшим при исполнении обязанностей. В ходе операции были ранены ещё двое оперативников (в том числе шедший за Потатуриным боец). Нуцалханов и его подручный, активный член банды Даниял Заргалов были уничтожены.
Сам Потатурин был посмертно награждён орденом Мужества с формулировкой «за мужество и героизм, проявленные при выполнении боевого задания».

## Семья
Супруга — Юлия, выпускница Финансовой академии при Правительстве Российской Федерации, познакомилась с Анатолием в посёлке Кабардинка Краснодарского края в августе 2003 года. Свадьба состоялась в августе 2004 года. Дочери — Ксения и Алёна. Увлекался не только вождением автомобилей, но и мотоциклов (при этом после третьего падения с мотоцикла временно отказался от этого увлечения).

## Память
Прощание состоялось в Ритуальном зале ФСБ на Пехотной улице, отпевание провёл священник Анатолий Миронов из Софийского храма на Лубянке. Похоронен 21 марта 2012 года на Николо-Архангельском кладбище. Согласно Алексею Филатову, в день похорон Потатурина известный телеведущий Леонид Якубович написал стихотворение на смерть Потатурина под названием «Мы с буквы „А“ когда-то начинали читать, писать и даже говорить…», которое стало неофициальным гимном «Альфы».
24 апреля 2015 года в московском лицее № 1560 (бывшая школа № 100) была открыта мемориальная доска майору Потатурину.